# Luis Enrique Mejía Godoy
Luis Enrique Mejía Godoy   (Somoto, 19 de febrer de 1945) és un músic, compositor i un dels més importants cantautors nicaragüencs de tots els temps. Ha musicat poetes com Rubén Darío, Julio Cortázar o Gioconda Belli, entre d'altres.

## Trajectòria
El seu pare era constructor de marimbes i la seva mare mestra d'escola. El seu germà, dos anys més gran que ell, Carlos Mejía Godoy és també un conegut músic. Quan va acabar al batxillerat el 1965 es va traslladar a Costa Rica per a començar els estudis de Medicina el 1967, país en què romandria fins al triomf de la revolució a Nicaragua.
Va participar activament en el període de govern de la Revolució Sandinista entre 1979 i 1990, formant part del Ministeri de Cultura d'Ernesto Cardenal, i el 1980 va fundar l'Empresa Nicaragüenca d'Enregistraments Culturals (ENIGRAC) que va dirigir fins al 1988 produint més de 100 discos de cançó popular. La seva obra, de fort contingut social, ha tingut una influència notable en la història de la música de Nicaragua i Centreamèrica.
Al costat d'altres músics i cantants costa-riquenys va fundar el moviment de la Nueva Canción el 1975, relacionat amb el moviment de la Nueva Canción a nivell Llatinoamericà. Juntament amb el seu germà va realitzar el programa de televisió La Tapisca (1980) en què va viatjar per tot el país recollint el seu folklore.

## Discografia

#### En solitari
- 1970 - Hilachas de sol
- 1972 - Este es mi pueblo
- 1975 - Para luchar y quererte
- 1978 - La libertad en cada calle
- 1978 - Canto a mi pueblo en lucha
- 1979 - Amando en tiempos de guerra
- 1980 - La revolución
- 1980 - Luis E. y Mancotal en Holanda
- 1981 - Un son para mi pueblo
- 1983 - Yo soy de un pueblo sencillo
- 1985 - A pesar de usted
- 1988 - Nicarafricanico
- 1993 - Razones para vivir
- 1994 - Astillas del mismo canto, vol.I
- 1995 - Luis E. Mejía Godoy (Diez años)
- 1997 - Trovador errante
- 1997 - Astillas del mismo canto, vol.II